# Phillip Daniels
Phillip Bernard Daniels (Donalsonville, 11 settembre 1973) è un ex giocatore di football americano e allenatore di football americano statunitense che ha militato nel ruolo di defensive end nella National Football League (NFL).

## Carriera

### Seattle Seahawks
Daniels fu scelto nel corso del quarto giro (99º assoluto) del Draft NFL 1996 dai Seattle Seahawks. Vi giocò fino al 1999, anno in cui ebbe un massimo in carriera di 9 sack.

### Chicago Bears
Daniels firmò con i Chicago Bears prima della stagione 2000 e vi giocò fino al 2003.

### Washington Redskins
Daniels firmò con i Washington Redskins come free agent nel 2004. Il 18 dicembre 2005 ebbe un primato personale di 4 sack e recuperò un fumble nella vittoria per 35-7 sui Dallas Cowboys, venendo premiato come miglior difensore della NFC della settimana. Fu svincolato il 28 luglio 2011.
Nel 2019 Daniels vinse il Super Bowl LII allenatore della linea difensiva dei Philadelphia Eagles.